# Clone High
Clone High (în română Liceul clonelor, referit ocazional în Statele Unite ca Clone High USA) este un serial de animație de sitcom pentru adulți creat de Phil Lord, Christopher Miller și Bill Lawrence. Plasat într-un liceu populat de clone ale figurilor istorice bine cunoscute, serialul urmărește viețile unor versiuni adolescentine ale Abe Lincoln, Ioana d'Arc, Gandhi, Cleopatra și JFK. Serialul este de asemenea o parodie a dramelor de adolescenți Dawson's Creek și Beverly Hills, 90210, cu fiecare episod fiind introdus ca "un episod foarte special".
Lord și Miller au venit cu ideea serialului, care a avut titlul original Clone High School, USA!, în timp ce studiau la Dartmount College în anii '90, mai târziu prezentând conceptul la executivii de la canalul american Fox Broadcasting Company, care în final au decis să refuze programul. Serialul a fost preluat mai târziu de către canalul pe cablu MTV, și a fost produs între 2002 și 2003. Proiectarea serialului a fost foarte stilizată și animația limitată, cu accent pe umor și poveste peste aspectul vizual. Titlul de început a fost compus de cântărețul american Tommy Walter, a cărui formație, Abandoned Pools, asigură mare parte din muzica de fundal a seriei.
Clone High a fost difuzat prima oară în întregime pe postul canadian Teletoon între 2002 și 2003, având apoi premiera pe MTV. A fost prins într-o controversă despre portretizarea liderului politic Mahatma Gandhi la scurt timp, care a motivat peste o sută de oameni din India pornind o grevă a foamei ca răspuns. La scurt timp după aceea, MTV a anulat serialul, care a avut parte de un număr slab de telespectatori. Clone High a fost întâmpinat cu recenzii mixte de către critici în timpul premierei sale, dar mai târziu a fost lăudat și a obținut o urmărire cultă. În iulie 2020, s-a anunțat că un revival a seriei o să fie produs de MTV Entertainment Studios cu creatorii originali Lord, Miller și Lawrence întorcându-se. În februarie 2021, a fost anunțat că HBO Max (mai târziu Max) a comandat două sezoane pentru revival care a avut premiera pe 23 mai 2023. Pe 3 aprilie 2023, un teaser trailer pentru revival a fost lansat. Ultimul trailer a fost lansat la 8 mai 2023.  Al doilea sezon al revivalului (al treilea sezon în general) a avut premiera cu toate cele 10 episoade pe 2 februarie 2024. Pe 26 iulie 2024, revivalul nu a fost reînnoit pentru un al treilea sezon (al patrulea sezon în general), lăsând serialul pentru a doua oară într-un cliffhanger.

## Premisa
Clone High este un liceu din orașul fictiv Exclamation, USA, ce funcționează ca bază de experimente a sediului guvernamental secret The Secret Board of Shadowy Figures. Instituția de învățământ este în totalitate frecventată de clone, create după ADN-ul personalităților din istoria mondială. Acestea au fost produse în anii 80, cu intenția de a fi exploatate la maturitate de către Forțele armate ale Statelor Unite ale Americii. Directorul liceului, Cinnamon J. Scudworth, are propriul plan malefic pentru clone, acesta încerând să minimalizeze puterea exercitată de sediul guvernamental pentru a folosi elevii-cobai într-un parc de distracții (denumit Cloney Island). Scudworth este mereu asistat de Mr. Butlertron, un robot majordom ce servește și ca director adjunct/dezumidificator.
Cei mai proeminenți elevi ai Clone High sunt clonele lui Abe Lincoln, Ioana d'Arc și Gandhi. Mare parte din acțiune se învârte în jurul relației dintre Abe și înfumurata clonă a Cleopatrei, pe care dorește constant să o impresioneze. Joan (Ioana d'Arc) este atrasă de Abe și încearcă de câteva ori să-și împărtășească emoțiile. Între timp, dublura lui JFK, un tânăr macho, afemeiat și narcisist, cucerește diferite fete din raza liceului și se confruntă cu Abe când vine vorba de Cleopatra. Gandhi este de obicei bufonul grupului, ridiculizând fiecare aspect al vieții de adolescent. În majoritatea cazurilor, personajele învață lecții importante despre lumea înconjurătoare și despre ei înșiși urmând calea grea.
În serial își fac apariția diferiți invitați speciali, printre care se numără varianta animată a lui Marilyn Manson (episodul 2), Tom Green (ep. 3), Mandy Moore (ep. 11) și John Stamos (ep. 13).

## Personaje
- Abe Lincoln (voce de Will Forte) este clona lui Abraham Lincoln, al șaisprezecelea președinte al Statelor Unite. Este personajul principal al seriei, majoritatea episoadelor fiind prezentate din perspectiva sa. Abe este un băiat naiv, stângaci, rușinos, dar totuși drăguț, care se teme că nu va putea nicioadată atinge gloria adevăratului Lincoln. Reprezintă tipul de licean care pune părerile celorlalți mai presus de-ale sale. Este prieten cu Gandhi încă din copilărie și se înțelege bine cu Joan. Abe are un crush pe Cleopatra, lidera echipei de majorete a liceului.
- Joan of Arc (voce de Nicole Sullivan) este clona lui Ioana d'Arc, eroina franceză născută în Domrémy-la-Pucelle. Joan este îngrăgostită lulea de Abe, toți elevii cunoscându-i secretul, cu excepția lui Lincoln. Acesta o tratează doar ca pe o prietenă apropiată, lucru care o frustrează la maxim. Joan este fană a lumii gotice, ea însăși fiind o fată anxioasă, cinică și sarcastică. O urăște pe Cleopatra, pe care o consideră a fi o bimbo și o snoabă. Joan este, de asemenea, activistă, vegetariană și foarte inteligentă, spunând mereu ceea ce gândește. Respinge religia, dar nu neagă posibila existență a lui Dumnezeu. Este plăcută de JFK.
- Gandhi (voce de Michael McDonald) este clona lui Mohandas Karamchand Gandhi, liderul politic și religios indian. Este un adolescent hiperactiv, amuzant, vorbăreț, imatur și destul de răutăcios, ce dorește să fie acceptat de cei din jur. Gandhi și Abe sunt prieteni buni din copilărie. În trecut, Gandhi i-a donat popularei Cleopatra un rinichi, gest extrem pe care aceasta pare să-l ignore. Părinții adoptivi ai lui Gandhi sunt un cuplu de evrei stereotipic. Filmul lui preferat este Plăcinta americană.
- Cleopatra Smith (voce de Christa Miller) este clona Cleopatrei a VII-a a Egiptului, conducătoarea Regatului Ptolemeic. Cleopatra sau Cleo este o majoretă frumoasă, ce servește ca punct de atracție tuturor celorlalți elevi din Clone High. Egoistă, manipulatoare și materialistă, Cleopatrei îi pasă doar de nivelul de popularitate pe care îl deține. Are o relație discontinuă cu JFK, pe care îl folosește pentru imagine. Detestă când i se iau în râs senzualitatea și viața sexuală exagerat de activă, în special de către Joan.
- JFK (voce de Chris Miller) este clona lui John Fitzgerald Kennedy, al treizeci și cincilea președinte al Statelor Unite ale Americii. Este un tânăr chipeș, competitiv, dar în același timp nătâng și sensibil. Este controlat de un instinct sexual supradezvoltat. Deși evită la început prietenia cu Abe și Gandhi, spre sfârșitul serialului cei trei se apropie și se ajută unul de celălalt. JFK este într-o relație cu Cleopatra, dar are continue aventuri cu alte fete din Clone High (Marilyn Monroe, Ecaterina cea Mare, Surorile Brontë, etc.). Părinții adoptivi ai clonei JFK sunt Wally și Carl, un cuplu de homosexuali cu personalități total diferite.
- Dr. Cinnamon J. Scudworth (voce de Phil Lord) este om de știință și director al liceului Clone High. Este un bărbat megaloman și incapabil să-și controleze emoțiile. Pune la cale să folosească clonele pe post de atracții turistice în parcul său de distracții, Cloney Island. Îl urăște, de asemenea, pe John Stamos. În timpul liber, Scudworth face coifuri de pirat din hârtie, pe care le păstrează în sertarul biroului său.

## Producția

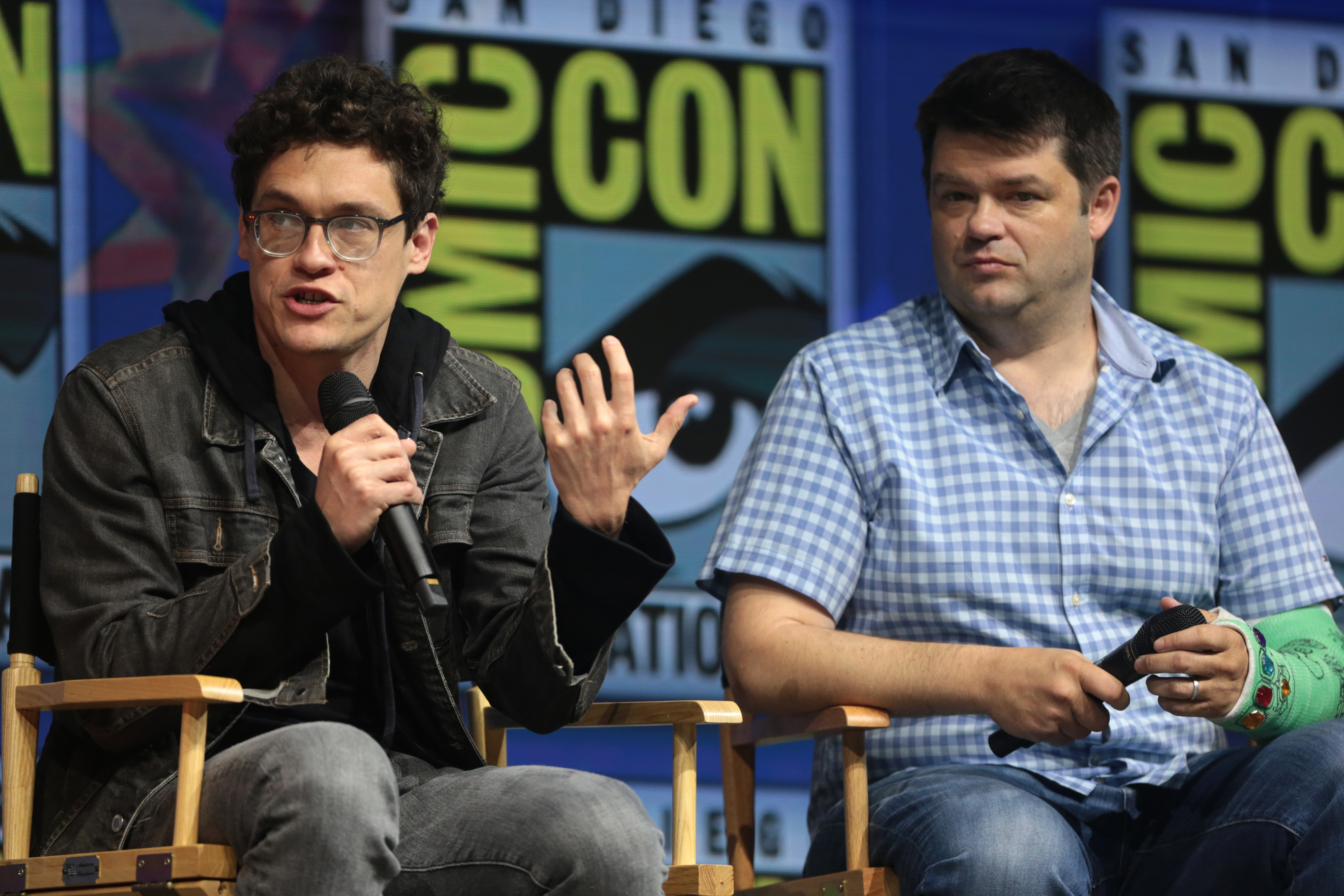
Phil Lord & Christopher Miller, creatorii serialului

Miller a lucrat la premisa show-ului în timpul studenției, imaginându-și inițial că elevii-clonă vor învăța la facultate, nu la liceu. La începerea proiectului, în anul 2000, serialul se numea Clone High School, USA!. Producția a fost supervizată de Touchstone Television. Prezentată companiei Fox Broadcasting Company, seria este cumpărată, dar mai apoi abandonată. După refuzul de la Fox, MTV achiziționează proiectul TV în mai 2001. Designul personajelor se schimbă de-a lungul producerii serialului, acestea păstrându-și însă aspectul fizic și stitul vestimentar. Fiecare episod a avut un buget de $750,000. Clone High este al treilea serial animat pentru adulți produs de Disney, după The PJs și Clerks: The Animated Series.
Designul serialului este caracterizat de asemănarea cu animațiile marca Cartoon Network de la sfârșitul anilor '90 și începutul anilor 2000 (Laboratorul lui Dexter, Fetițele Powerpuff și Patrula timpului). Lord și Miller menționează în mod specific Samurai Jack ca sursă de inspirație. Designul personajelor a fost realizat de Carey Yost, cunoscut pentru munca sa la  Ren și Stimpy, Laboratorul lui Dexter, Fetițele Powerpuff, Samurai Jack și Timon & Pumbaa. Personajele și fundalurile au fost animate tradițional, unele cadre fiind folosite în mod repetat. Designerul de personaje Total Drama, Todd Kauffman, a lucrat crearea genericului Clone High.
Serialul a fost produs de Bill Lawrence, care mai realizase până la acel moment show-uri în vogă precum Scrubs, Spin City și Cougar Town. Actori din serialul Scrubs ca Zach Braff, Donald Faison, Sarah Chalke, John C. McGinley, Neil Flynn și Christa Miller au dublat voci pentru personaje secundare din Clone High (clona Martin Luther King, Maria Antoaneta, Paul Revere, etc.).

## Episoade
| Sezonul | Sezonul | Episoade | Episoade | Premiera TV      | Premiera TV       | Premiera TV                           |
| Sezonul | Sezonul | Episoade | Episoade | Prima transmisie | Ultima transmisie | Reţea                                 |
| ------- | ------- | -------- | -------- | ---------------- | ----------------- | ------------------------------------- |
|         | 1       | 13       | 13       | 2 noiembrie 2002 | 2 martie 2003     | Teletoon (Canada) MTV (Statele Unite) |
|         | 2       | 10       | 10       | 23 mai 2023      | 22 iunie 2023     | Max                                   |
|         | 3       | 10       | 10       | 1 februarie 2024 | 1 februarie 2024  | Max                                   |

### Sezonul 1 (2002–2003)
| Nr. în serial | Nr. în sezon | Titlu                                                    | Regizat de  | Scris de                                        | Data difuzării în Canada | Data difuzării în Statele Unite |
| ------------- | ------------ | -------------------------------------------------------- | ----------- | ----------------------------------------------- | ------------------------ | ------------------------------- |
| 1             | 1            | „Escape to Beer Mountain: A Rope of Sand”                | Ted Collyer | Phil Lord & Christopher Miller și Bill Lawrence | 2 noiembrie 2002         | 20 ianuarie 2003                |
| 2             | 2            | „Episode Two: Election Blu-Galoo”                        | Bud Harris  | Phil Lord & Christopher Miller                  | 3 noiembrie 2002         | 27 ianuarie 2003                |
| 3             | 3            | „A.D.D.: The Last 'D' is for Disorder”                   | Bud Harris  | Tom Martin                                      | 10 noiembrie 2002        | 3 februarie 2003                |
| 4             | 4            | „Film Fest: Tears of a Clone”                            | Ted Collyer | Erica Rivinoja                                  | 17 noiembrie 2002        | 10 februarie 2003               |
| 5             | 5            | „Sleep of Faith: La Rue D'Awakening”                     | Ted Collyer | Murray Miller & Judah Miller                    | 1 decembrie 2002         | 17 februarie 2003               |
| 6             | 6            | „Homecoming: A Shot in D'Arc”                            | Bud Harris  | Eric Kentoff                                    | 24 noiembrie 2002        | 24 februarie 2003               |
| 7             | 7            | „Plane Crazy: Gate Expectations”                         | Bud Harris  | Tom Martin                                      | 8 decembrie 2002         | 3 martie 2003                   |
| 8             | 8            | „A Room of One's Clone: The Pie of the Storm”            | Ted Collyer | Adam Pava                                       | 15 decembrie 2002        | 2016 (MTV Classic)              |
| 9             | 9            | „Raisin the Stakes: A Rock Opera in Three Acts”          | Ted Collyer | Phil Lord & Christopher Miller                  | 12 ianuarie 2003         | 10 martie 2003                  |
| 10            | 10           | „Litter Kills: Litterally”                               | Bud Harris  | Murray Miller & Judah Miller                    | 19 ianuarie 2003         | 2016 (MTV Classic)              |
| 11            | 11           | „Snowflake Day: A Very Special Holiday Episode”          | Bud Harris  | Erica Rivinoja                                  | 13 aprilie 2003          | 2016 (MTV Classic)              |
| 12            | 12           | „Makeover, Makeover, Makeover: The Makeover Episode”     | Ted Collyer | Eric Kentoff                                    | 26 ianuarie 2003         | 2016 (MTV Classic)              |
| 13            | 13           | „Changes: The Big Prom: The Sex Romp: The Season Finale” | Ted Collyer | Phil Lord & Christopher Miller                  | 2 martie 2003            | 2016 (MTV Classic)              |

### Sezonul 2 (2023)
| Nr. în serial | Nr. în sezon | Titlu                                                     | Regizat de       | Scris de                                            | Data lansării |
| ------------- | ------------ | --------------------------------------------------------- | ---------------- | --------------------------------------------------- | ------------- |
| 14            | 1            | „Let's Try This Again”                                    | Mark Ackland     | Phil Lord & Christopher Miller și Erica Rivinoja    | 23 mai 2023   |
| 15            | 2            | „Sleepover”                                               | Mark Ackland     | Marlena Rodriguez                                   | 23 mai 2023   |
| 16            | 3            | „Anxious Times at Clone High”                             | Jack Shih        | Dannah Phirman & Danielle Schneider                 | 30 mai 2023   |
| 17            | 4            | „The Crown: Joancoming: It's a Cleo Cleo Cleo Cleo World” | Kristen Morrison | Judah Miller                                        | 30 mai 2023   |
| 18            | 5            | „Some Talking but Mostly Songs”                           | Mark Ackland     | Matt Marshall                                       | 8 iunie 2023  |
| 19            | 6            | „Saved by the Knoll”                                      | Jack Shih        | Jessica Lamour                                      | 8 iunie 2023  |
| 20            | 7            | „Spring Broken”                                           | Kristen Morrison | Kyle Lau                                            | 15 iunie 2023 |
| 21            | 8            | „Sexy Ed”                                                 | Jack Shih        | Siena East                                          | 15 iunie 2023 |
| 22            | 9            | „For Your Consideration”                                  | Kristen Morrison | Erica Rivinoja, Dannah Phirman & Danielle Schneider | 15 iunie 2023 |
| 23            | 10           | „Clone Alone”                                             | Mark Ackland     | Judah Miller & Mickey Jacobs                        | 15 iunie 2023 |

### Sezonul 3 (2024)
| Nr. în serial | Nr. în sezon | Titlu                                                 | Regizat de       | Scris de                                          | Data lansării    |
| ------------- | ------------ | ----------------------------------------------------- | ---------------- | ------------------------------------------------- | ---------------- |
| 24            | 1            | „Blinded With Pseudoscience: Magnetic Distractions”   | Jack Shih        | Judah Miller                                      | 1 februarie 2024 |
| 25            | 2            | „Don't You Get It? Sports Are Huge in This Town”      | Kristen Morrison | Erica Rivinoja & Matthew Kerr                     | 1 februarie 2024 |
| 26            | 3            | „Bible Humpers: A Much Needed Praycation”             | Mark Ackland     | Siena East                                        | 1 februarie 2024 |
| 27            | 4            | „The Principal Principle: Sub Zero to Sub Hero”       | Mark Ackland     | Matt Marshall                                     | 1 februarie 2024 |
| 28            | 5            | „Money Can Buy Me Love: Stupid Is as Cupid Does”      | Jack Shih        | Dannah Phirman & Danielle Schneider               | 1 februarie 2024 |
| 29            | 6            | „Go Yell It on the Mountain: Snow Way Out”            | Kristen Morrison | Jessica Lamour                                    | 1 februarie 2024 |
| 30            | 7            | „Grave Mistakes: The Virgin Homicides”                | Mark Ackland     | Kyle Lau                                          | 1 februarie 2024 |
| 31            | 8            | „Cyranos: A Portmant-opus”                            | Jack Shih        | Mickey Jacobs                                     | 1 februarie 2024 |
| 32            | 9            | „Cloney Island: Twist!”                               | Kristen Morrison | Marlena Rodriguez                                 | 1 februarie 2024 |
| 33            | 10           | „The Cloniest Place on Earth: Missile While You Work” | Mark Ackland     | Judah Miller, Dannah Phirman & Danielle Schneider | 1 februarie 2024 |

## Revival
Lord și Miller au spus că au "considerat" o dramatizare în film a serialului. În 2014, ei au explicat pentru că atunci erau într-un contract cu Fox, Lawrence era într-un contract pentru televiziune cu Warner Bros. iar drepturile pentru serial aparțineau la MTV/Viacom, era dificil să readucă serialul. Aluzii la Clone High sunt prezente în producțiile lor mai târzii: duo-ul a recunoscut că multe glume din 22 Jump Street au fost "luate direct din Clone High", iar Forte a dublat o versiune Lego a Lincoln în Marea Aventură Lego. Într-un articol din Grantland în 2014, Lord și Miller au glumit că "întreaga noastra carieră a fost să readucem Clone High în difuzare". În filmul din 2018 Omul-Păianjen: În lumea păianjenului, produs de Lord și Miller, un billboard apare facând reclamă la un film, Clone College, cu Abe și JFK.
În februarie 2020, a fost anunțat că un revival este în lucru la MTV Entertainment Studios, cu creatorii Lord, Miller și Lawrence revenind. De asemenea, a fost dezvăluit că scriitoarea originală a serialului Erica Rivinoja va servi pe postul de showrunner al serialului și va scrie primul episod cu Lord și Miller Pe 10 februarie 2021, HBO Max a preluat serialul cu o comandă de două sezoane. Pe 23 iunie 2021, Christopher Miller a dezvăluit titlul primului episod al revivalului intitulat "Let's Try This Again". Tara Billinger, cunoscută pentru serialul reboot al lui Paul Rudish cu Mickey Mouse și scurtmetrajul Long Gone Gulch, a anunțat că se va ocupa cu regia artistică. Pe 2 noiembrie 2022, Lord și Miller au anunțat că revivalul va avea premiera în 2023.
Pe 24 martie 2023, s-a anunțat că majoritatea distribuției originale se va întoarce, dar rolul Cleopatrei, care a fost inițial dublat de actrița albă Christa Miller, va fi acum dublat de Mitra Jouhari, în timp ce Christa Miller va juca acum rolul lui Candide Simpson, iar personajul Gandhi nu se va mai întoarce. Din distribuție se vor alătura Ayo Edebiri în rolul lui Harriet Tubman (care o înlocuiește pe Debra Wilson), Vicci Martinez în rolul Fridei Kahlo, Kelvin Yu în rolul lui Confucius, Neil Casey în rolul lui Cristofor Columb, Jana Schmieding în rolul lui Sacajawea, Sam Richardson în rolul lui Wesley, Mo Gaffney în rolul lui Ms. Grumbles, Al Madrigal ca Frederico, Danny Pudi ca Dr. Neelankavil, Emily Maya Mills ca Ethel Merman, și Michael Bolton, Ian Ziering și Steve Kerr ca versiuni ficționale ale lor, alături de Mandy Moore care revine pentru a-și dubla propriul personaj.